# Mètode Hückel estès
El mètode Hückel estès és un mètode de química quàntica semiempírica, desenvolupat per Roald Hoffmann des de 1963. Es basa en el mètode Hückel però, mentre que el mètode Hückel original només considera orbitals pi, el mètode estès també inclou els orbitals sigma.
El mètode Hückel estès es pot utilitzar per determinar els orbitals moleculars, però no té gaire èxit a l'hora de determinar la geometria estructural d'una molècula orgànica. Tanmateix, pot determinar l'energia relativa de diferents configuracions geomètriques. Implica càlculs de les interaccions electròniques d'una manera força senzilla per a la qual no s'inclouen explícitament les repulsions electró-electró i l'energia total és només una suma de termes per a cada electró de la molècula. Els elements de la matriu hamiltoniana fora de la diagonal estan donats per una aproximació deguda a Wolfsberg i Helmholz que els relaciona amb els elements diagonals i l'element de la matriu de superposició.
{\displaystyle H_{ij}=KS_{ij}{\dfrac {H_{ii}+H_{jj}}{2}}}
K és la constant de Wolfsberg-Helmholz, i normalment se li dona un valor d'1,75. En el mètode de Hückel estès, només es tenen en compte els electrons de valència; se suposa que les energies i funcions dels electrons centrals són més o menys constants entre àtoms del mateix tipus. El mètode utilitza una sèrie d'energies parametritzades calculades a partir de potencials d'ionització atòmica o mètodes teòrics per omplir la diagonal de la matriu de Fock. Després d'omplir els elements no diagonals i diagonalitzar la matriu de Fock resultant, es troben les energies (valors propis) i les funcions d'ona (vectors propis) dels orbitals de valència.
És comú en molts estudis teòrics utilitzar els orbitals moleculars de Hückel estès com a pas preliminar per determinar els orbitals moleculars mitjançant un mètode més sofisticat com el mètode CNDO/2 i els mètodes de química quàntica ab initio. Com que el conjunt de bases de Hückel estès és fix, les funcions d'ona calculades per monopartícules s'han de projectar al conjunt de bases on s'ha de fer el càlcul precís. Normalment es fa ajustant els orbitals de la nova base als antics pel mètode dels mínims quadrats. Com que amb aquest mètode només es troben les funcions d'ona d'electrons de valència, s'han d'omplir les funcions d'electrons centrals ortonormalitzant la resta del conjunt de bases amb els orbitals calculats i després seleccionant els que tenen menys energia. Això condueix a la determinació d'estructures i propietats electròniques més precises, o en el cas dels mètodes ab initio, a una convergència una mica més ràpida.
El mètode va ser utilitzat per primera vegada per Roald Hoffmann que va desenvolupar, amb Robert Burns Woodward, regles per dilucidar els mecanismes de reacció (les regles de Woodward-Hoffmann). Va utilitzar imatges dels orbitals moleculars de la teoria ampliada de Hückel per determinar les interaccions orbitals en aquestes reaccions de cicloaddició.